# Pyractomena
Genre
Pyractomena est un genre de lucioles (coléoptères de la famille des Lampyridae).

## Liste d'espèces
Selon NCBI (26 juin 2011) :
- Pyractomena angulata
- Pyractomena angustata
- Pyractomena borealis
- Pyractomena palustris
- Pyractomena sp. SLB-2003

Selon ITIS (26 juin 2011) :
- Pyractomena angulata (Say, 1825)
- Pyractomena angustata LeConte, 1851
- Pyractomena barberi Green, 1957
- Pyractomena borealis (Randall, 1828)
- Pyractomena dispersa Green, 1957
- Pyractomena ecostata (LeConte, 1878)
- Pyractomena floridana Green, 1957
- Pyractomena limbicollis Green, 1957
- Pyractomena linearis LeConte, 1852
- Pyractomena lucifera Melsheimer, 1845
- Pyractomena marginalis Green, 1957
- Pyractomena palustris Green, 1957
- Pyractomena punctiventris LeConte, 1878
- Pyractomena similis Green, 1957
- Pyractomena sinuata Green, 1957
- Pyractomena vexillaria Gorham, 1881